# Barbeau (berg)
De Barbeau Peak is een berg op Ellesmere in het Canadese territorium Nunavut. Hij is met een hoogte van 2616m de hoogste berg van de Arctische Cordillera en tevens de hoogste berg van Noord-Amerika ten oosten van de Rocky Mountains.
De berg werd in 1969 genoemd naar de Canadese antropoloog Charles Marius Barbeau (1883-1969). Barbeau Piek werd voor het eerst beklommen door de Britse alpinist Hattersley-Smith, in 1965 toen de berg nog geen naam had. De tweede keer dat de berg beklommen werd, was door een Canadees team in 1981. Volgende beklimmingen werden ondernomen in 1992, 2000 en 2002.